# 陽光運動園區
陽光運動園區，位於台灣新北市新店區，是經由整頓拆遷違建工廠，改造而成的休閒場地，位於新店溪左岸中安便橋旁高灘地，占地面積約20公頃。该园区附近有一个轻轨车站，名为“新北捷运安坑轻轨陽光運動公園站”。

## 背景
昔日名為「暗坑」或「暗仔坑」的新店安坑地區，是一處河谷地形，當中的新店溪左岸中安便橋旁高灘地占地約20公頃。2007年，台北市為了改善淡水河水質，開始掃蕩新店溪左岸的違章工廠並進行整體規劃。

## 園區設施

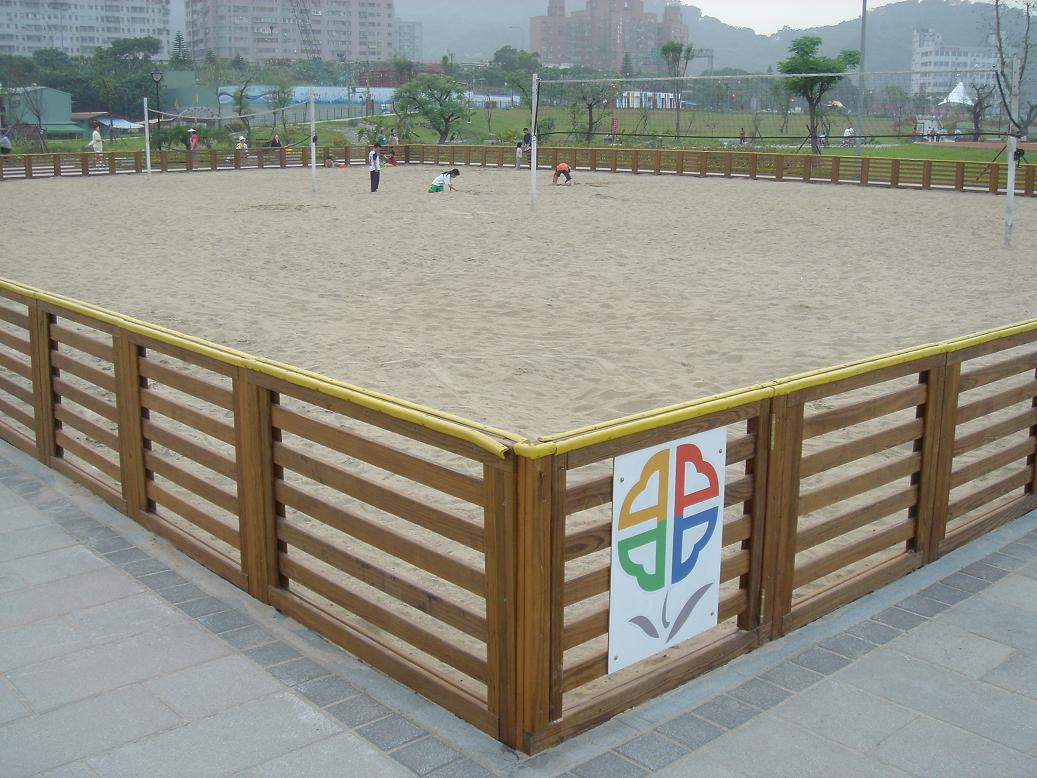
沙灘排球場

陽光運動園區占地約二十公頃，擁有豐富生態資源、河岸景觀，另有人工設施
- 自行車道: 往上游可達碧潭，下游段與秀朗橋間尚在興建中，需經過中安便橋到新店溪右岸秀朗清溪河濱公園再經秀朗橋回到左岸中永和的河濱公園。

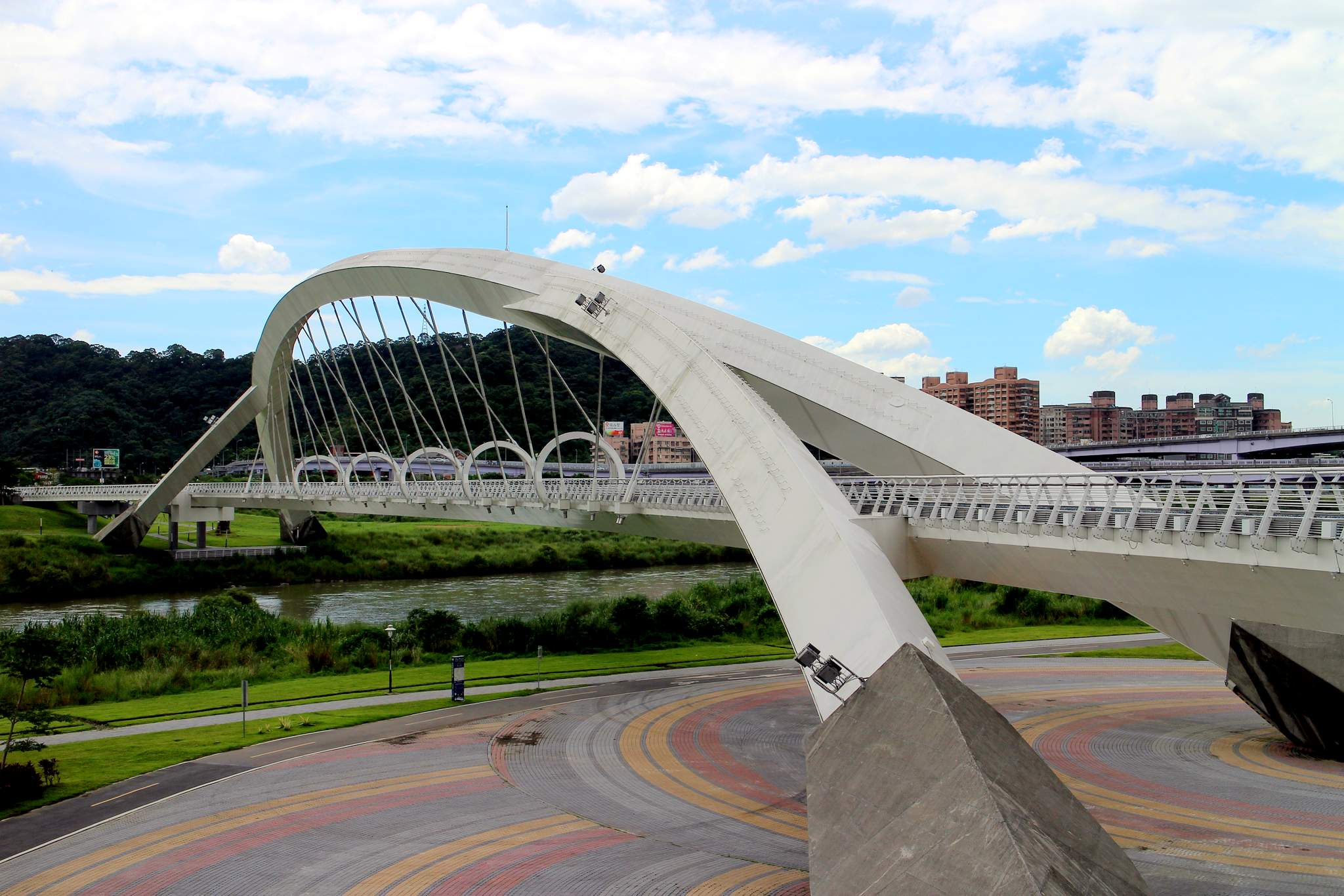
可跨越新店溪至對岸的人行與自行車道-陽光橋

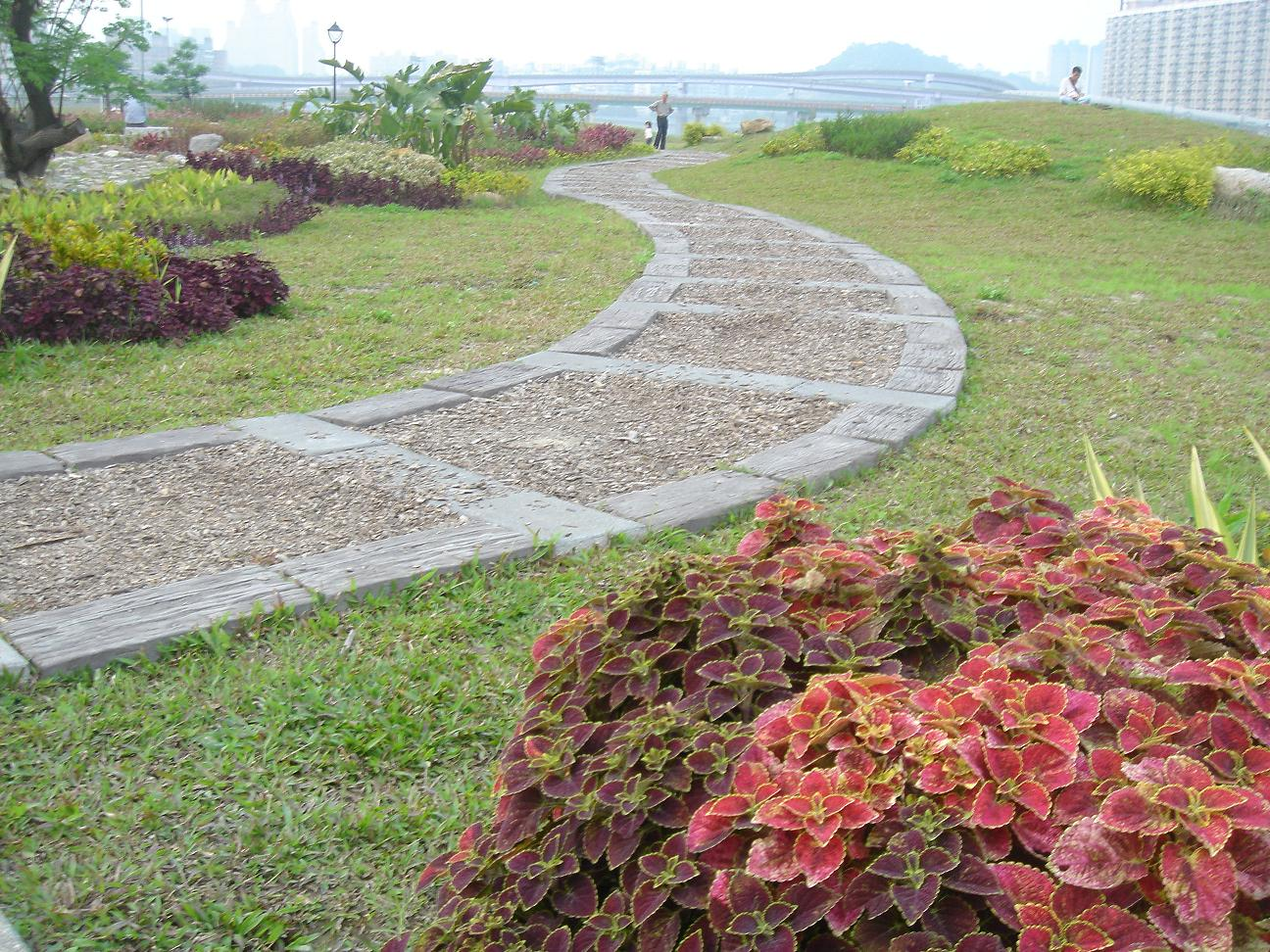
野花步道

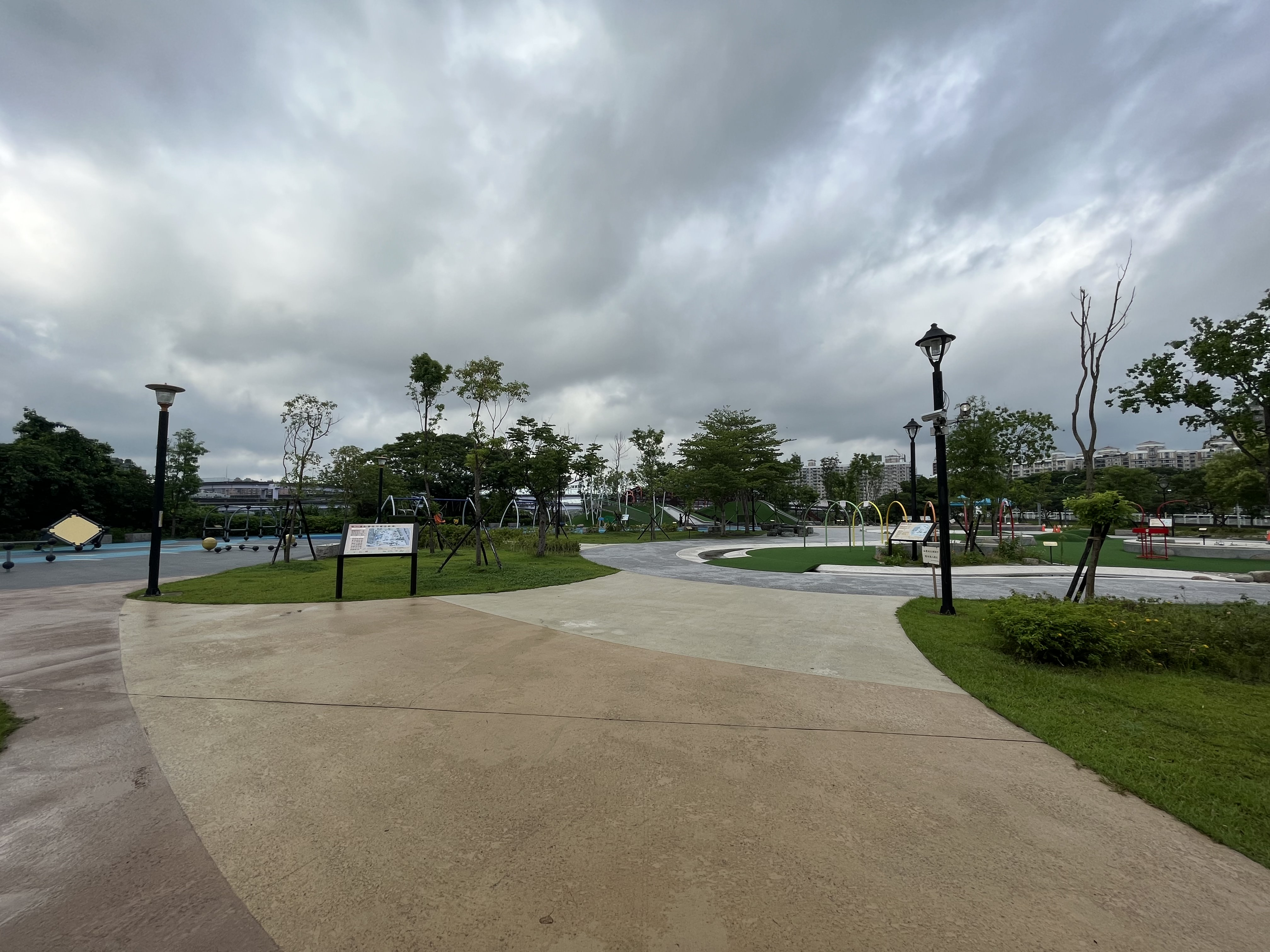
陽光綠洲兒童遊戲場

- 直排輪競速場
- BMX越野自行車競技場

- 四百公尺PS跑道
- 沙灘排球場
- 景觀雨水池
- 野花步道

## 外部連結
- 新北市政府高灘地工程管理處  - 新店陽光運動園區 （页面存档备份，存于）
- 陽光運動園區-新店區公所
- 陽光運動公園-新北市觀光旅遊網 （页面存档备份，存于）